# 恶毒梁欢秀
恶毒梁欢秀是一档由搜狐视频旗下大鹏工作室制作，在搜狐视频独家播出的美式脱口秀节目。主持人为导演、作家、音乐人梁欢，副主持为单口喜剧演员Tony Chou。节目针对时下大热，邀请嘉宾参与，提出犀利、毒辣的观点和见解。节目第一季于2016年4月16日开播，6月30日季终，共十期。第二季于2017年11月2日开播，共十二期。

## 节目环节
第一季与第二季的节目环节和顺序略有差异。第一季的喜剧短片环节《P眼看世界》和梁欢的音乐评论环节《一周音乐现场》在第二季中被取消，《小纸条时间》在第二季时从节目开场移至音乐嘉宾访谈后进行。第一季时的新闻独白部分采用 周六夜现场 的 Weekend Update 形式，由梁欢和李茜主持，在第二季时则改为在开场由梁欢站播进行。

### 开场
自20160528期起，片头前加入了「本节目不适合任何人群观看」的字样。节目片头由姚迪配音，介绍当期的嘉宾、音乐嘉宾、副咖主持、主持人及驻场乐队。
开场的独白（Monologue）与大部分美式脱口秀无异，由梁欢结合时下新闻来戏谑调侃。

### 时评
又名极有料。该环节被安排在开场独白之后进行。第二季后每期节目都会挑选一个话题由梁欢在访谈区进行评述。

### Tony Visit
由副主持Tony Chou走上街头进行随机采访，该环节曾在20171102期和20171213期出现。

### 访谈
第一季时每期节目仅一名访谈嘉宾，第二季后固定为一名访谈嘉宾和一名音乐嘉宾，但也有两名访谈嘉宾搭配一名音乐嘉宾的情况。

### 小纸条时间
每周由 梁欢 和 Tony Chou 在微博上征集观众们的问题，并由梁欢在节目中回答。第二季后期与 @微博电视 展开合作，观众可以在 #恶毒梁欢秀# 微博话题页面向梁欢提问，20171228期后由于节目下架，相关页面被撤下。

### 音乐表演
由当期的音乐嘉宾进行音乐表演。一般为一首曲目，亦有特殊情况表演两首曲目。

### 谢幕
梁欢以“下个周三（四），搜狐视频，我们不见不散”结尾，后走向观众席与观众寒暄，同时驻场乐队 Pick Up 奏响片尾曲。

### 最烂段子
公开处刑编剧组内部票选出的每周最烂的三个的笑话。编剧们会在音乐嘉宾的表演区向现场观众讲“最烂段子”。

## 制作
《恶毒梁欢秀》制作团队大都来自原搜狐视频的类脱口秀节目《大鹏嘚吧嘚》。第一季由搜狐视频和恒顿传媒联合制作，第二季为搜狐视频自制。第一季节目的录制地点位于北京七一七影视文创园，第二季的录制地点位于北京柏莱特影视文化产业园。第一季在节目录制前期由于知名度不高，前几期节目的现场观众一度是节目组花钱请来的附近村庄的村民，节目中的笑声为现场录制与罐头笑声兼用，第二季的观众笑声全部为现场录制。
马犁和刘响2016年在接受采访时表示，《恶毒梁欢秀》第一季的制作成本为600万元，第二季将提高至2000万元。不过节目的招商引资却成问题，第一季虽无冠名商，但尚有广告商以单个环节或单期节目口播广告的形式赞助。第二季则没有任何收到赞助，“0赞助”也成为第二季用于自黑的梗之一：在20171212期中，Tony Chou 更是以“拯救梁欢秀”为主题在三声年度综艺颁奖盛典寻找赞助商，梁欢则在其后的新闻独白中为潜在的赞助商免费口播广告以招徕客户。

## 节目列表
| 播出日期      | 嘉宾          | 特色环节                             | 播出情况   |
| ------------- | ------------- | ------------------------------------ | ---------- |
| 2016年4月14日 | 董成鹏        | N/A                                  | 上线可观看 |
| 2016年4月21日 | 陈小春 黄大炜 | N/A                                  | 上线可观看 |
| 2016年4月28日 | 王宁          | N/A                                  | 上线可观看 |
| 2016年5月5日  | 梁龙          | 草莓音乐节外景采访；二手玫瑰音乐表演 | 上线可观看 |
| 2016年5月12日 | 牟凤彬        | N/A                                  | 上线可观看 |
| 2016年5月19日 | 陈年          | N/A                                  | 上线可观看 |
| 2016年5月26日 | 杨臣刚        | N/A                                  | 上线可观看 |
| 2016年6月2日  | N/A           | 访谈: 祖国的花朵                     | 上线可观看 |
| 2016年6月9日  | 柳岩          | N/A                                  | 上线可观看 |
| 2016年6月16日 | 马伯庸        | 梁欢化身诸葛亮演绎骂王朗饶舌MV       | 上线可观看 |
| 2016年6月23日 | 卓伟          | N/A                                  | 上线可观看 |
| 2016年6月30日 | 梁欢          | N/A                                  | 上线可观看 |

| 播出日期       | 嘉宾          | 音乐嘉宾               | 表演曲目                            | 特色环节 | 播出情况   |
| -------------- | ------------- | ---------------------- | ----------------------------------- | --- | ---------- |
| 2017年11月2日  | 叫兽易小星    | 张岭                   | 喝酒 Blues                          | Tony Chou Visit：《囧狼2》街访                                                                                     | 上线可观看 |
| 2017年11月9日  | 李银河        | 不优雅先生乐队         | Mr.Li                               | N/A | 上线可观看 |
| 2017年11月16日 | 李小牧        | 张蔷                   | I Love The NightLife 路灯下的小姑娘 | N/A | 上线可观看 |
| 2017年11月23日 | 王志安 李松蔚 | 梁欢                   | 做一些数学                          | N/A | 已下线     |
| 2017年11月30日 | 潘粤明        | 火星电台               | ZOO                                 | 《七色光》合唱 | 上线可观看 |
| 2017年12月6日  | 耿乐          | 刘冬虹                 | 仙女下凡                            | Tony Chou Visit：搜狐年度招商大会                                                                                  | 已下线     |
| 2017年12月13日 | 宋佳          | 旅行团乐队             | 封夜 Bye Bye (梁欢加入表演)         | Tony Chou Visit：三声年度综艺颁奖盛典                                                                              | 已下线     |
| 2017年12月20日 | 黄璐          | 中童西                 | 属于你的我全拒绝                    | 圣诞丧歌 | 已下线     |
| 2017年12月27日 | 徐晓冬        | N/A                    | N/A                                 | Tony Chou 吐槽 2017、梁欢“吐你一脸” 井越的制作精良的快手视频、2017年最烂新闻 (编剧孙昊宇出镜) 观众投稿：我的2017、 | 已下线     |
| N/A            | 黄章晋        | 杭天乐队               | 我们都是快乐的牛羊                  | N/A | 录制未上线 |
| N/A            | 洪晃          | N/A                    | N/A                                 | N/A | 录制未上线 |
| N/A            | 洪晃          | 3ASIC (无音乐嘉宾访谈) | N/A                                 | N/A | 录制未上线 |

播出情况以搜狐视频能否播放为准。

## 获奖情况
| 年份 | 獲提名           | 獎項               | 結果 |
| ---- | ---------------- | ------------------ | ---- |
| 2017 | 恶毒梁欢秀第二季 | 三声 2017 年度综艺 | 獲獎 |

## 停播与下架
第2季第9期節目以拼音縮寫影射诺贝尔和平奖得主刘晓波，並著重强調2017年7月13日，即其逝世日期，緬懷他被監禁至死。當期相關内容速被刪除，不日内整季下架，當季剩餘3期節目未曾面世，主持人梁歡的微博被無限期禁言。